# William Bateson

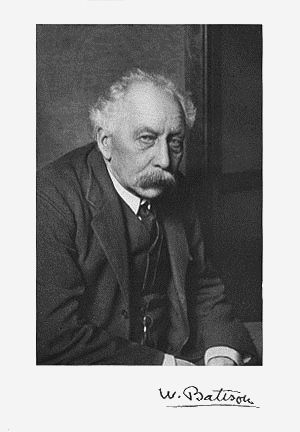
William Bateson.

William Bateson (Whitby, 8 augustus 1861 – Merton (Londen), 8 februari 1926) was een Brits geneticus. Hij was de eerste die de term genetica gebruikte voor de studie naar biologisch erfelijke aandoeningen en eigenschappen en een grote uitdrager van de ideeën van Gregor Mendel, nadat die in 1900 herontdekt werden door Hugo de Vries, Erich von Tschermak en Carl Correns.
Bateson studeerde aan het St John's College van de Universiteit van Cambridge. In 1894 bracht hij Materials for the study of variation: treated with special regard to discontinuity in the origin of species uit, waarin hij ongebruikelijke fysieke variaties van dieren beschreef. Hij classificeerde iedere variatie als óf een afwijking van het te verwachten lichaamsdeel (of het aantal daarvan) óf als een complete vervanging van een te verwachten lichaamsdeel (homeose). Zijn onderzoek bevatte onder meer bijen met poten in plaats van antennes, rivierkreeften met extra oviducten en mensen met polydactylie, extra ribben of mannen met extra tepels. 
Samen met Reginald Punnett ontdekte Bateson genetische koppeling, wat optreedt wanneer bepaalde genetische loci of allelen van genen gezamenlijk overgeërfd worden. Samen richtten ze het in 1910 het wetenschappelijke tijdschrift Journal of Genetics op. In 1904 ontving Bateson de Darwin Medal. Van 1910 tot 1926 diende hij als voorzitter van het John Innes Institute.
Bateson sloeg de plank mis door de langzame stapsgewijze evolutie af te wijzen. Hij ging ervan uit dat evolutie met grote stappen ging, dus dat er bijvoorbeeld geen geleidelijke groei was van ledematen, maar plotsklaps armen en benen ontstonden. 
Batesons zoon Gregory Bateson werd bekend als antropoloog en cyberneticus.